# Lutrogale
Lutrogale és un gènere de llúdries que conté una única espècie vivent, la llúdria de l'Índia. També inclou dues espècies fòssils que visqueren durant el Plistocè.
- Lutrogale cretensis †
- Lutrogale palaeoleptonyx †
- Lutrogale perspicillata